# Moscato di Trani
Die Bezeichnung Moscato di Trani steht für Dessert- und Likörweine aus der süditalienischen Gemeinde Trani in der Provinz Barletta-Andria-Trani in der Region Apulien. Die Weine haben seit 1974 eine geschützte Herkunftsbezeichnung (Denominazione di origine controllata – DOC), deren letzte Aktualisierung am 7. März 2014 veröffentlicht wurde.

## Anbaugebiet
Der Anbau ist innerhalb der Provinz Barletta-Andria-Trani gestattet in den Gemeinden Trani, Bisceglie, Ruvo di Puglia, Corato, Andria, Canosa und Minervino Murge. In der Metropolitanstadt Bari ist der Anbau in Teilen der Gemeinden von Barletta, Terlizzi und Bitonto möglich, ebenso in Teilen der Gemeinde von Trinitapoli in der Provinz Foggia.

## Erzeugung
Die Denomination Moscato di Trani DOC sieht folgenden Weintyp vor:
- Moscato di Trani Dolce Naturale und Moscato di Trani Liquoroso: müssen aus der Rebsorte Moscato bianco produziert werden. Höchstens 15 % andere weiße Rebsorten mit Moscato-Aroma dürfen zugesetzt werden.

## Beschreibung
Laut Denomination (Auszug):

### Moscato di Trani Dolce Naturale
- Farbe: goldgelb
- Geruch: intensives Aroma, charakteristisch
- Geschmack: lieblich, samtig, harmonisch
- Alkoholgehalt: mindestens 12,5 Vol.-%, mit einem Rest von mindestens 2,0 % potentiellem Alkoholgehalt
- Säuregehalt: mind. 4,5 g/l
- Trockenextrakt: mind. 22,0 g/l

### Moscato di Trani Liquoroso
- Farbe: goldgelb bis bernsteinfarben
- Geruch: leicht aromatisch, intensiv, charakteristisch
- Geschmack: lieblich, samtig, warm
- Alkoholgehalt: mindestens 16,0 Vol.-%, mit einem Rest von mindestens 2,0 % potentiellem Alkoholgehalt
- Säuregehalt: mind. 4,0 g/l
- Trockenextrakt: mind. 20,0 g/l